# エジプト・ヒッタイト平和条約

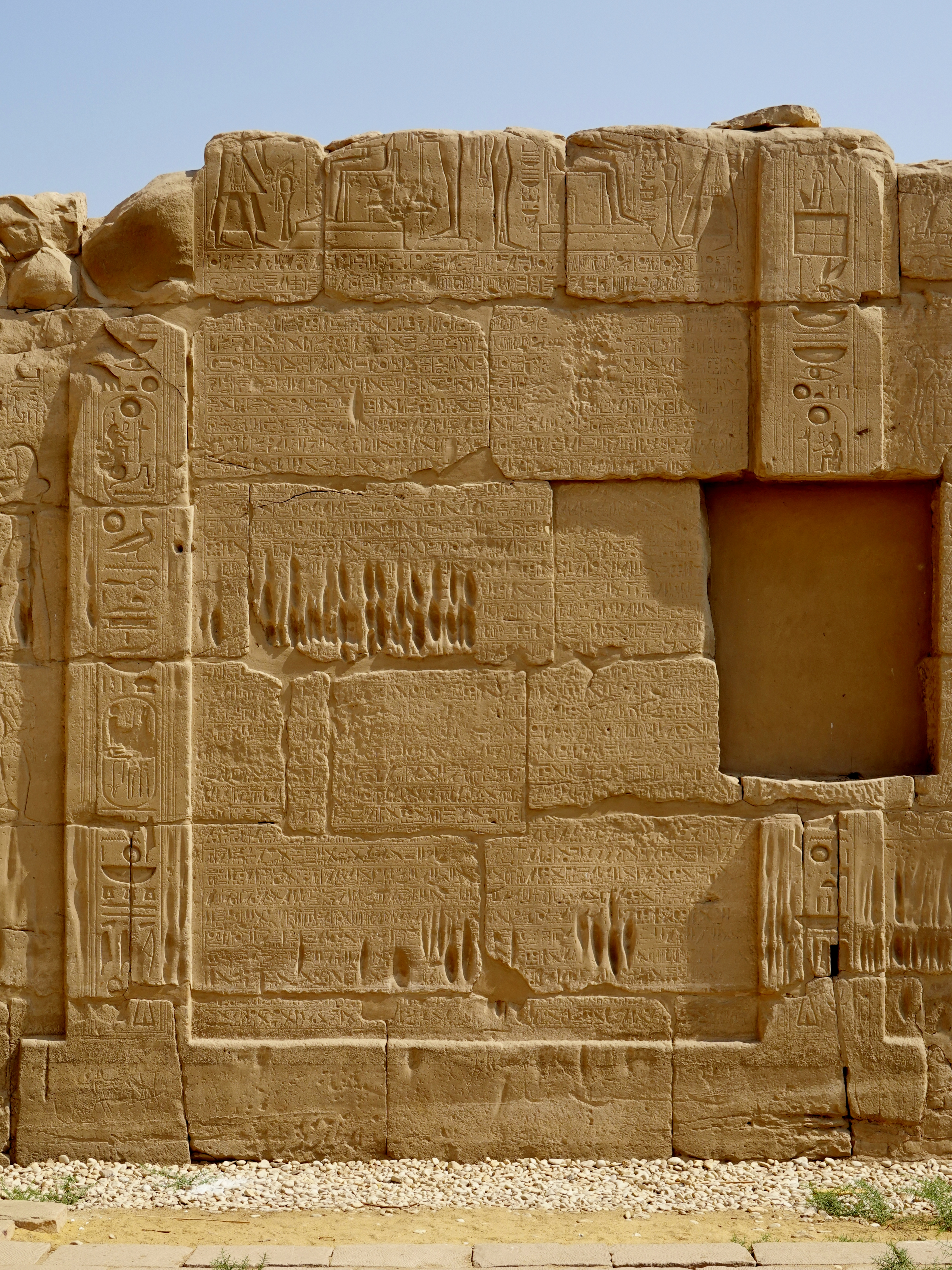
カルナック神殿のカシェ西側外壁に記された条約文

エジプト・ヒッタイト平和条約は、紀元前1269年頃にエジプト第19王朝とヒッタイトの間で調印された外交条約。銀の条約とも呼ばれる。
書面による明確な物証を伴った最初の平和条約であり、紀元前1285年頃のカデシュの戦いから16年後に、エジプトのラムセス2世とヒッタイトのハットゥシリ3世の間で正式に結ばれた。エジプト文字と、楔形文字によるヒッタイト-アッカド語で記された条約の複製2通りが作成され、いずれも現存している。エジプト版は、和平を求めたのはヒッタイトの王であったと記されており、ヒッタイト版では、使者を送ってきたのはラムセス2世だったと書かれている点で相違が見られる。

## 歴史
戦後、ラムセス2世が自軍の勝利を宣言したにもかかわらず、優勢であったヒッタイトもまた勝利を主張し、ヒッタイトはカデシュを含むシリアのほぼ全ての地域に影響力を拡大し、両勢力間で不安定な状態が続いた。政治面でも影響力を有していたハットゥシリ3世の妃プドゥヘパとラムセス2世の妃ネフェルタリは、王たちよりも盛んに書簡を交わし、双方の働きかけにより、ハットゥシリ3世はハットゥシャで条約文を起草してエジプトのタニスに送り、それをラムセス2世の書記官が審査した。
条約文には神々への誓い・互いの勢力圏の策定・有事の際の相互援助・逃亡者が出た場合の送還規定などいくつかの条項が含まれており、神々に対する一連の呼びかけと、条約を破った人間に対する呪い、そして条約が有効である間、全ての人々へのあらゆる幸福を祈願する言葉で締めくくられている。神々の召喚の下になされた条約を破ることは、神の律法に背くことと同意義であった。
調印後、エジプト版の複製がカルナックにあるラーとアメンの神殿に、ヒッタイト版の複製がハットゥシャにあるテシュブ神殿にそれぞれ納められた。
条約が結ばれた後、その取り決めは尊重され、それ以来、両国間で多くの交易が行われるようになった。エジプトの建築家がヒッタイトの宮廷に招かれ、青銅器を用いていたエジプトでは鉄器が扱われるようになった。その後、ラムセス2世の治世34年目に対応する紀元前1256年、ファラオとヒッタイト王は婚姻をもって条約を統合した。ハットゥシリ3世の娘がラムセス2世の妃としてエジプトに送られ、マーホル・ネフェル・ラーの名前で偉大なる王の妻となった。エジプトとヒッタイトは、ヒッタイトが「海の民」によって滅ぼされる紀元前1190年までの間、平和を維持した。
1906年に粘土板に書かれた版がボガズキョイで出土した。1970年9月24日に粘土板のレプリカがトルコ共和国政府から国際連合に寄贈され、式典にはトルコ外相のイフサン・サブリ・チャーラヤンギルと事務総長のウ・タントが出席した。現在、レプリカはニューヨークにある安全保障理事会会議室北側の入り口に展示されている。

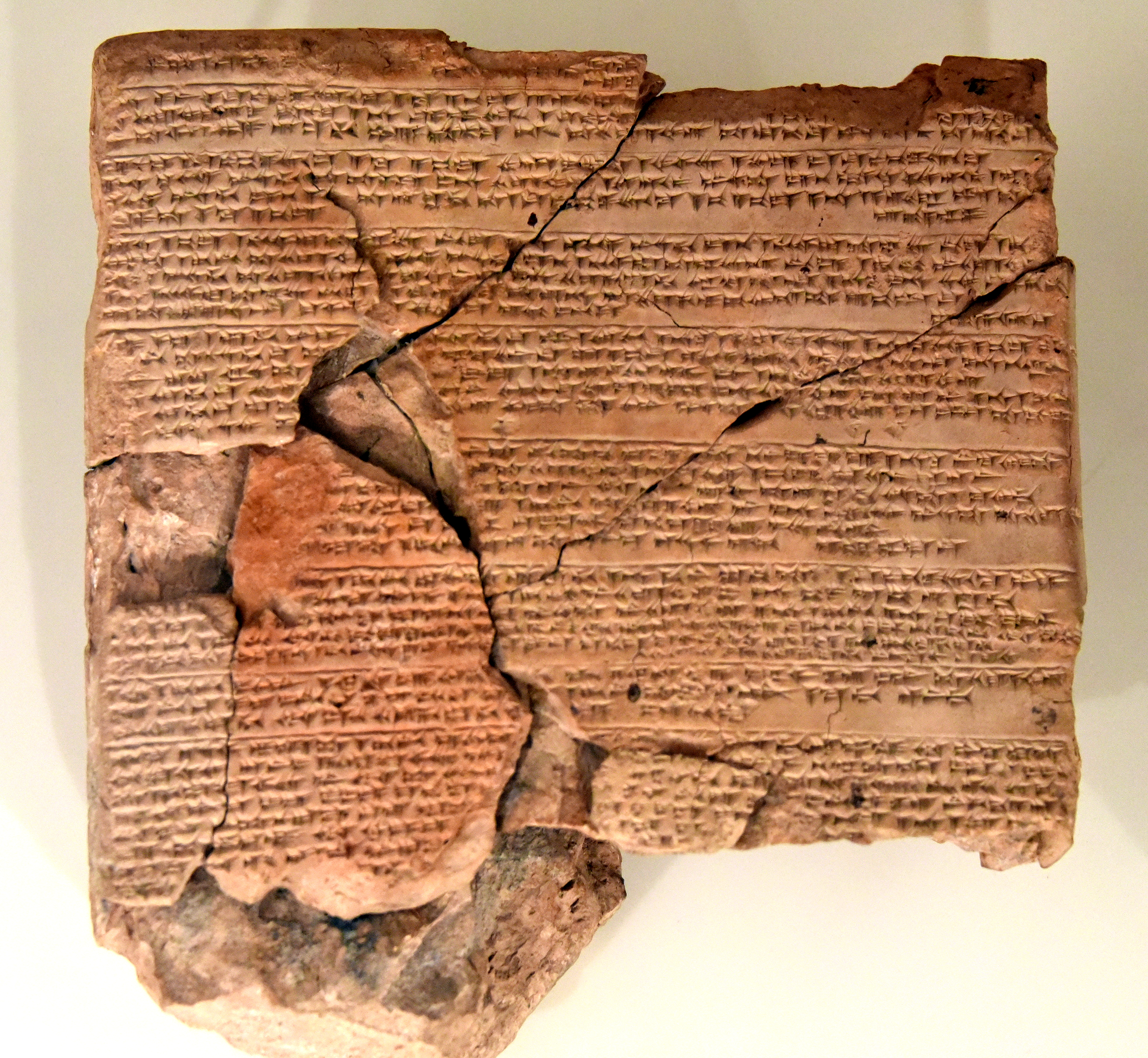
楔形文字で条約文が記された粘土板（ベルリン新博物館蔵）